# Cottidae
Famille
Synonymes
- Cottocomephoridae
- Icelidae

Les Cottidae (Cottidés en français) sont une famille de poissons regroupant les cottes, chabots et chaboisseaux. Il s'agit d'espèces septentrionales vivant sur le fond et bien que la plupart des espèces soient marines, un bon nombre se retrouvent dans les eaux douces d'Asie, d'Europe et du Nord de l'Amérique du Nord.

## Description
Les membres de la famille des Cottidae sont des poissons corpulents, à grosse tête et aux yeux proéminents, l'os préoperculaire étant souvent armé d'épines. Les nageoires pectorales bien développées forment de larges éventails. À l'exception des cottes, dont la nageoire dorsale est continue, ils possèdent souvent deux nageoires dorsales dont la première est épineuse et la deuxième est à rayons mous, à l'image de la nageoire anale. La peau est généralement lisse ou parsemée d'écailles tuberculées, ou complètement recouverte d'écailles qui ressemblent à des plaques.
Les Cottidae regroupaient jadis davantage d'espèces très voisines, comme l'Hémitriptère (Hemitripterus americanus), lequel pourrait être classé dans les Hemitripteridae. Dans les eaux du Canada atlantique, on retrouve près de 15 des 300 espèces connues.

## Liste des genres
Selon World Register of Marine Species (21 septembre 2016) :
- genre Alcichthys Jordan & Starks, 1904
- genre Andriashevicottus Fedorov, 1990
- genre Antipodocottus Bolin, 1952
- genre Archistes Jordan & Gilbert, 1898
- genre Argyrocottus Herzenstein, 1892
- genre Artediellichthys Taranetz, 1941
- genre Artediellina Taranetz, 1937
- genre Artedielloides Soldatov, 1922
- genre Artediellus Jordan, 1885
- genre Artedius Girard, 1856
- genre Ascelichthys Jordan & Gilbert, 1880
- genre Asemichthys Gilbert, 1912
- genre Astrocottus Bolin, 1936
- genre Atopocottus Bolin, 1936
- genre Bero Jordan & Starks, 1904
- genre Bolinia Yabe, 1991
- genre Chitonotus Lockington, 1879
- genre Clinocottus Gill, 1861
- genre Cottiusculus Jordan & Starks, 1904
- genre Cottus Linnaeus, 1758
- genre Daruma Jordan & Starks, 1904
- genre Enophrys Swainson, 1839
- genre Furcina Jordan & Starks, 1904
- genre Gymnocanthus Swainson, 1839
- genre Hemilepidotus Cuvier, 1829
- genre Icelinus Jordan, 1885
- genre Icelus Krøyer, 1845
- genre Jordania Starks, 1895
- genre Leiocottus Girard, 1856
- genre Lepidobero Qin & Jin, 1992
- genre Leptocottus Girard, 1854
- genre Megalocottus Gill, 1861
- genre Mesocottus Gratzianov, 1907
- genre Micrenophrys Andriashev, 1954
- genre Microcottus Schmidt, 1940
- genre Myoxocephalus Tilesius, 1811
- genre Ocynectes Jordan & Starks, 1904
- genre Oligocottus Girard, 1856
- genre Orthonopias Starks & Mann, 1911
- genre Paricelinus Eigenmann & Eigenmann, 1889
- genre Phallocottus Schultz, 1938
- genre Phasmatocottus Bolin, 1936
- genre Porocottus Gill, 1859
- genre Pseudoblennius Temminck & Schlegel, 1850
- genre Radulinopsis Soldatov & Lindberg, 1930
- genre Radulinus Gilbert, 1890
- genre Rastrinus Jordan & Evermann, 1896
- genre Ricuzenius Jordan & Starks, 1904
- genre Ruscarius Jordan & Starks, 1895
- genre Scorpaenichthys Girard, 1854
- genre Sigmistes Rutter, 1898
- genre Stelgistrum Jordan & Gilbert, 1898
- genre Stlengis Jordan & Starks, 1904
- genre Synchirus Bean, 1890
- genre Taurocottus Soldatov & Pavlenko, 1915
- genre Taurulus Gratzianov, 1907
- genre Thyriscus Gilbert & Burke, 1912
- genre Trachidermus Heckel, 1839
- genre Trichocottus Soldatov & Pavlenko, 1915
- genre Triglops Reinhardt, 1830
- genre Vellitor Jordan & Starks, 1904
- genre Zesticelus Jordan & Evermann, 1896

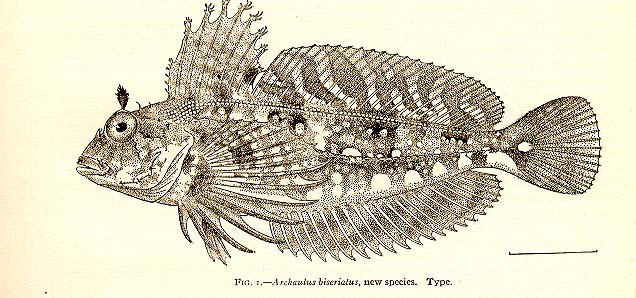
Archistes biseriatus.
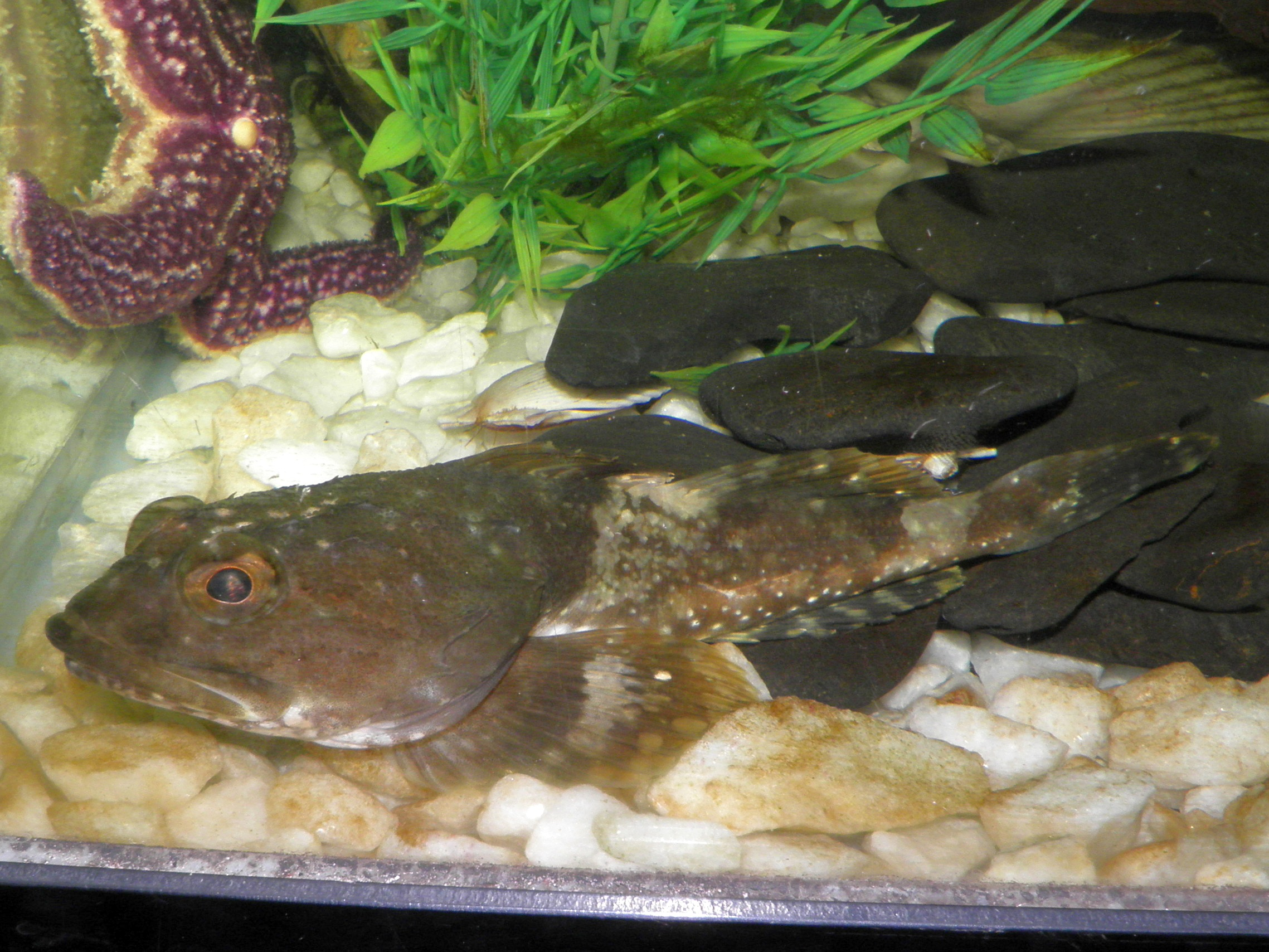
Argyrocottus zanderi.
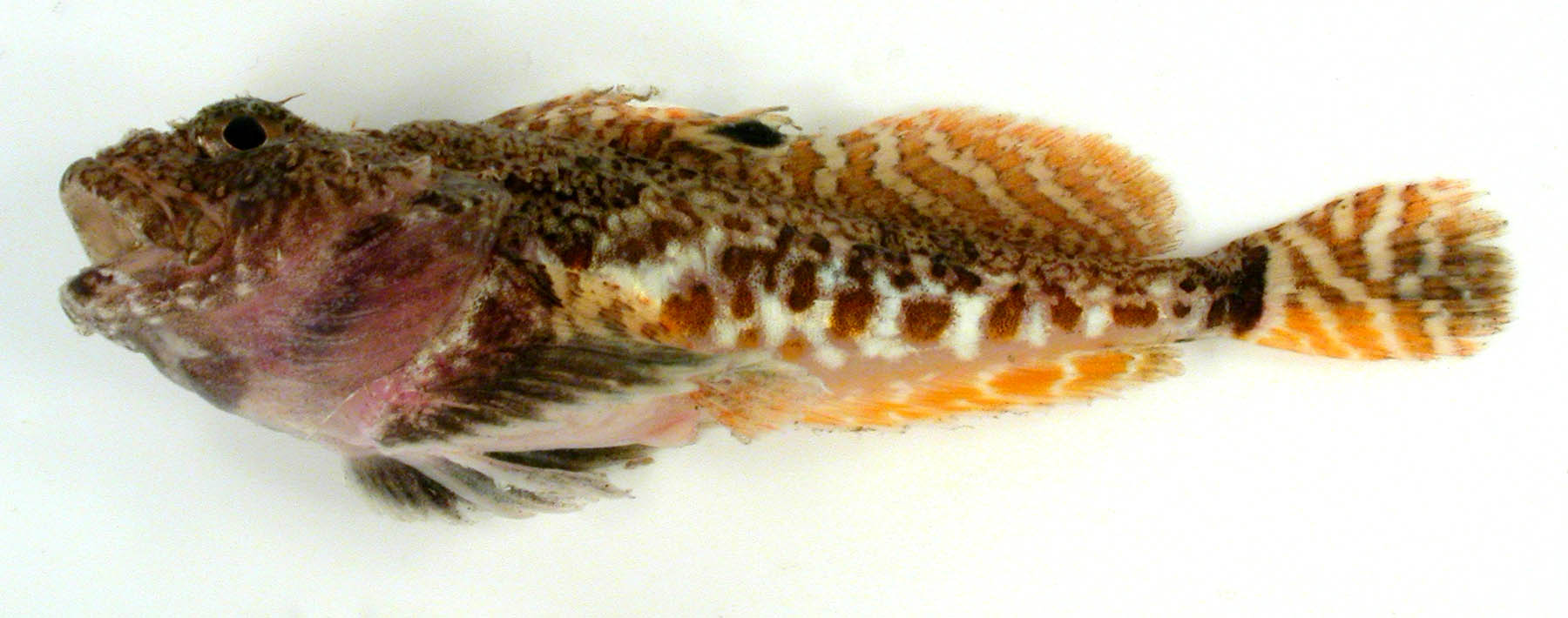
Artediellus scaber.
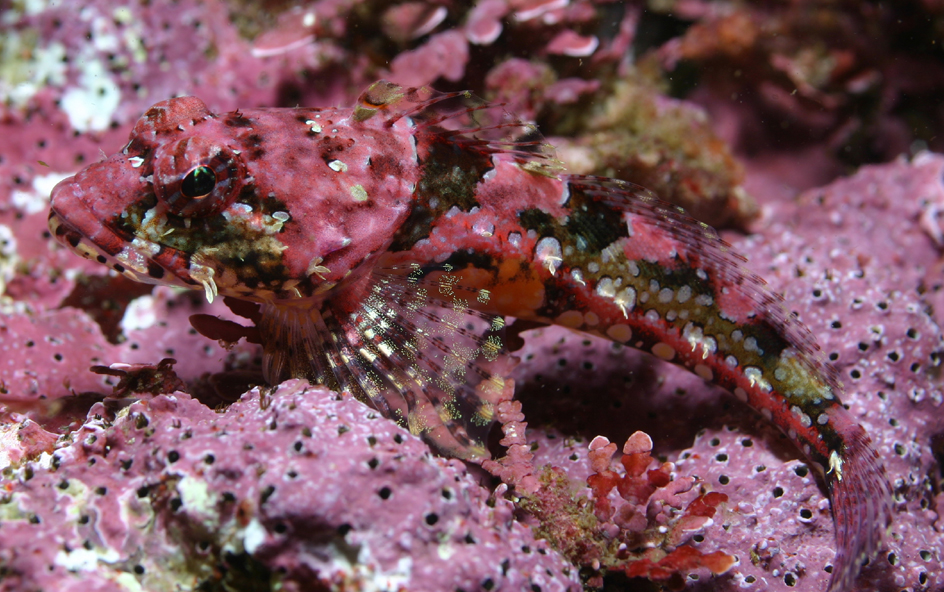
Artedius corallinus.
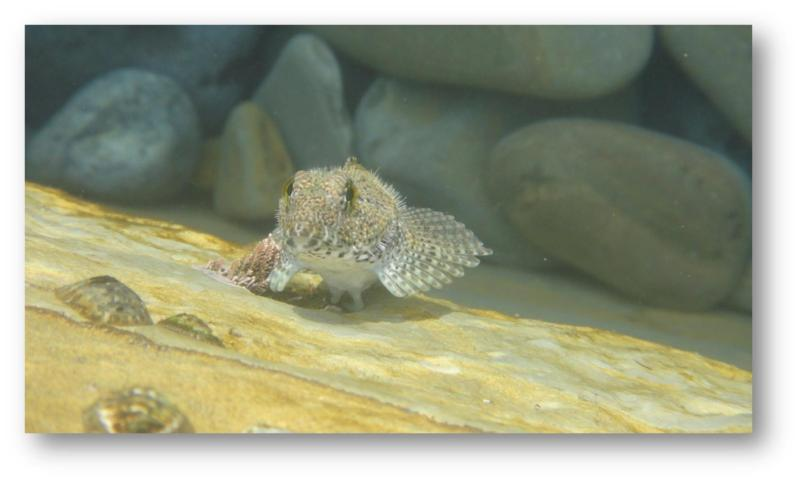
Clinocottus analis.
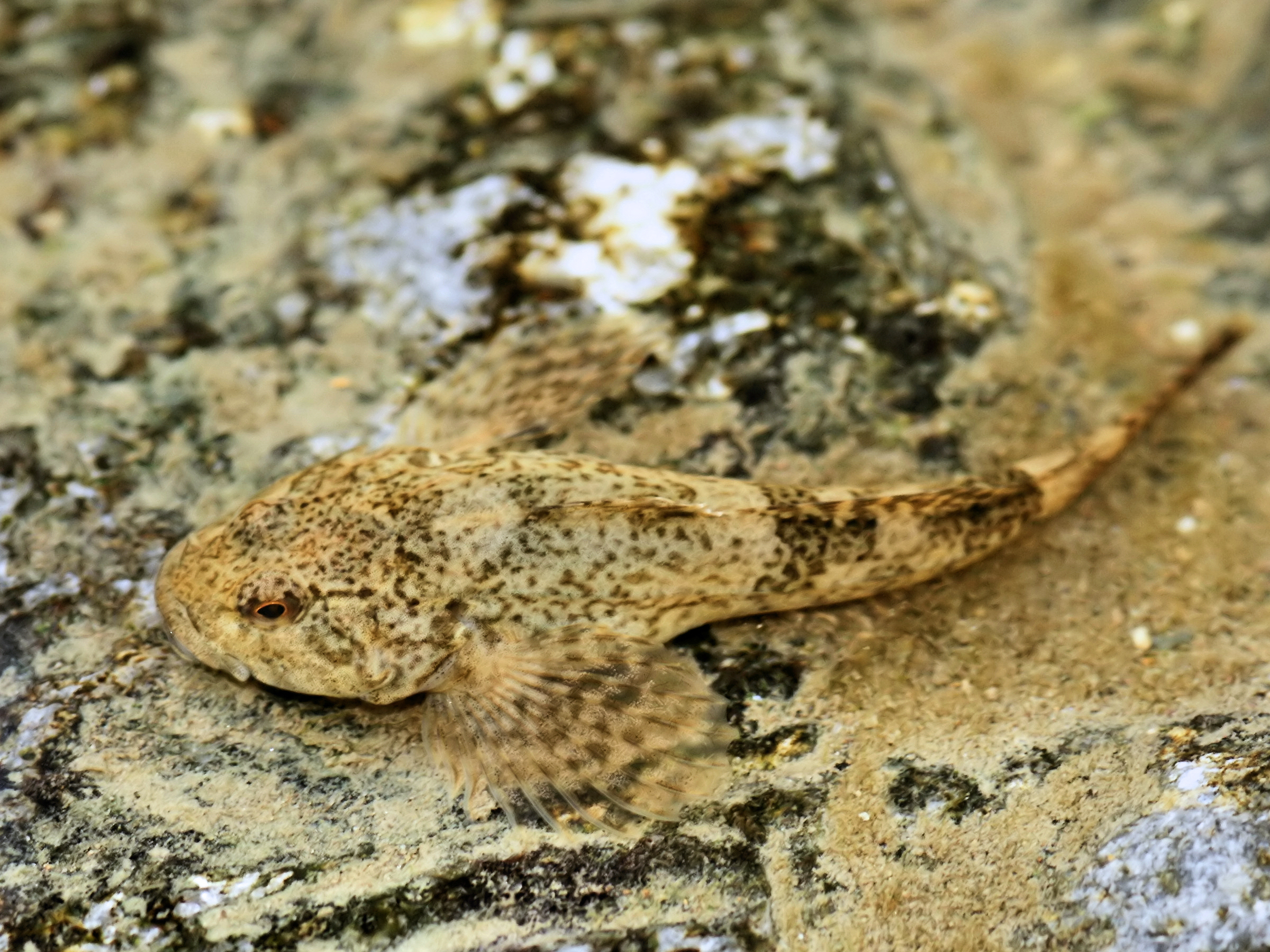
Cottus gobio.
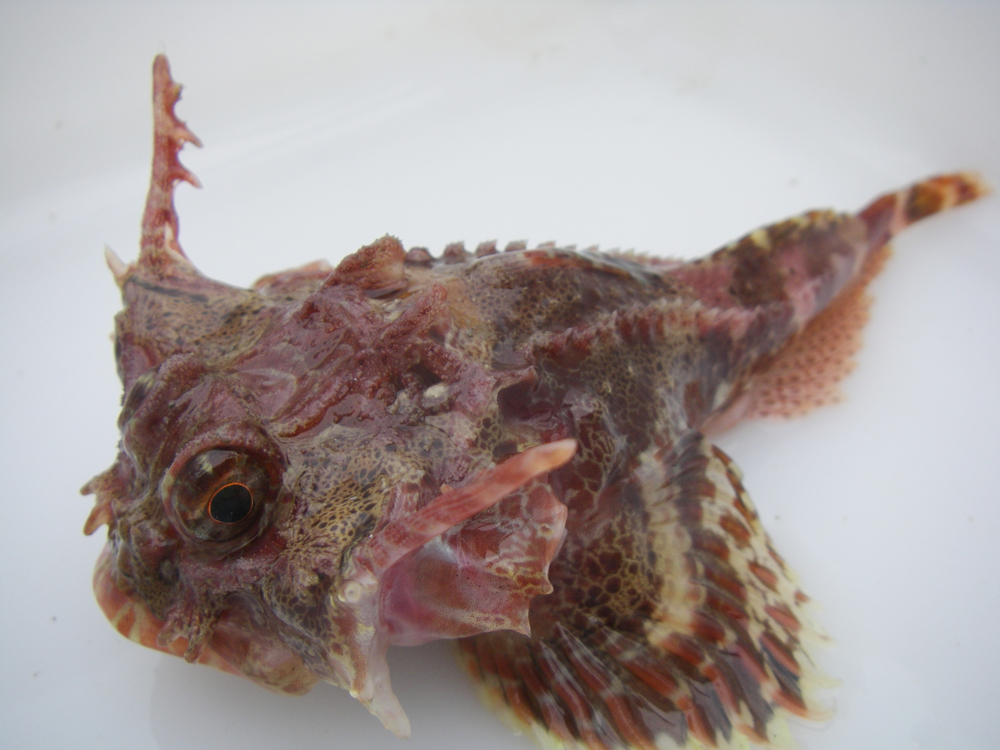
Enophrys diceraus.
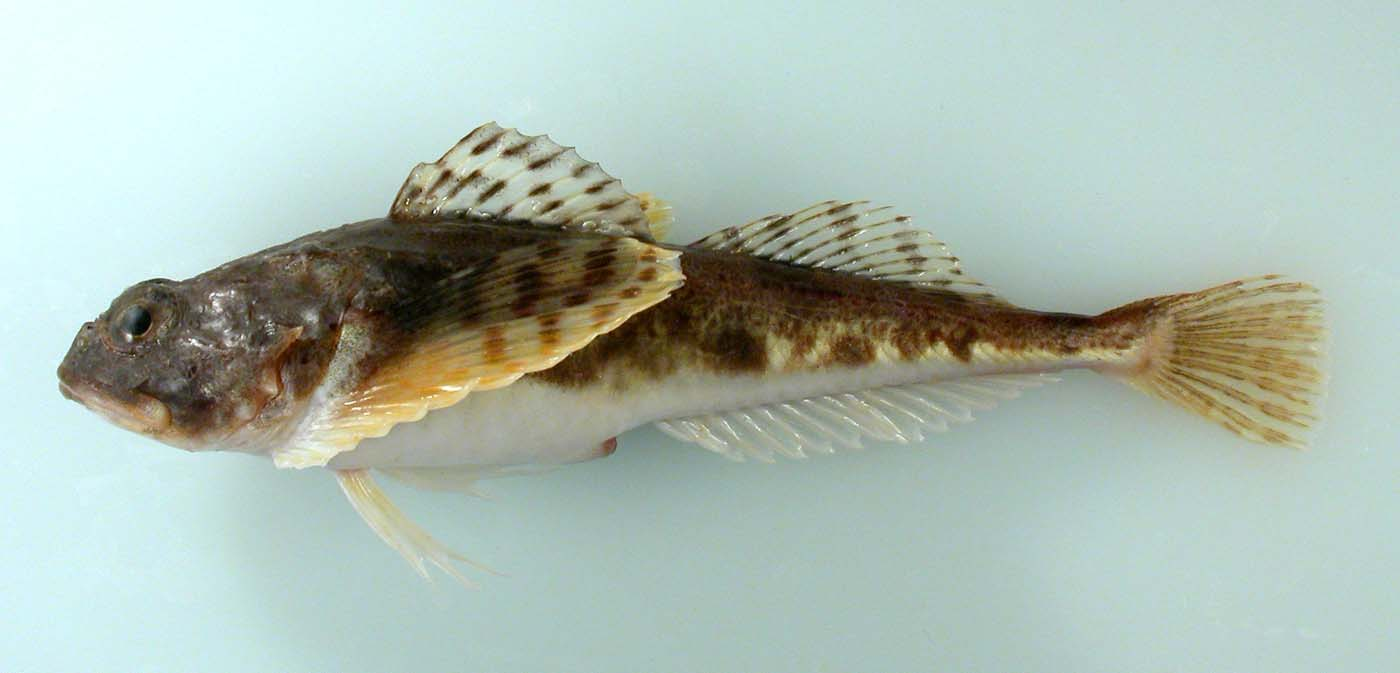
Gymnocanthus tricuspis.
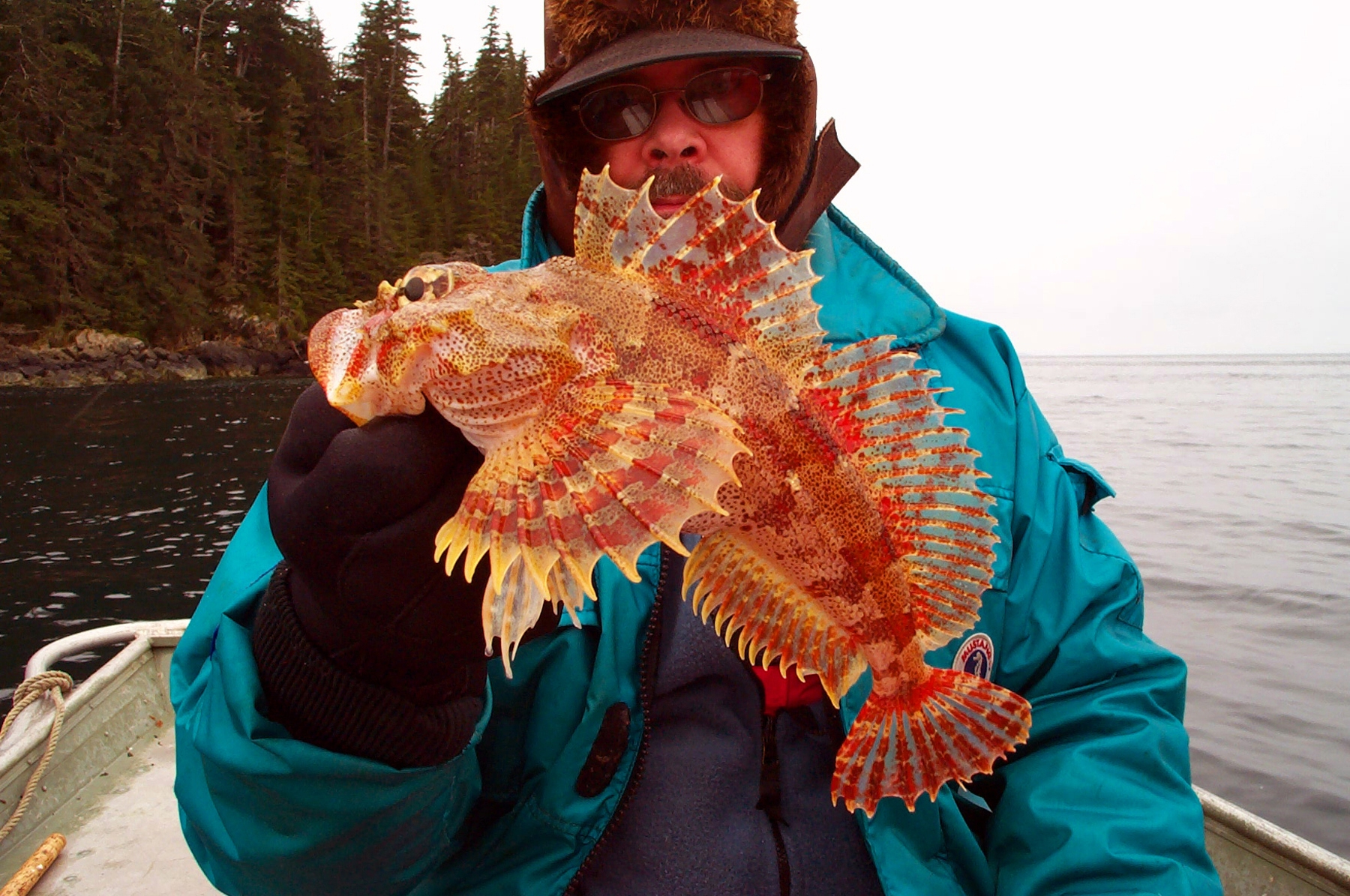
Hemilepidotus hemilepidotus.
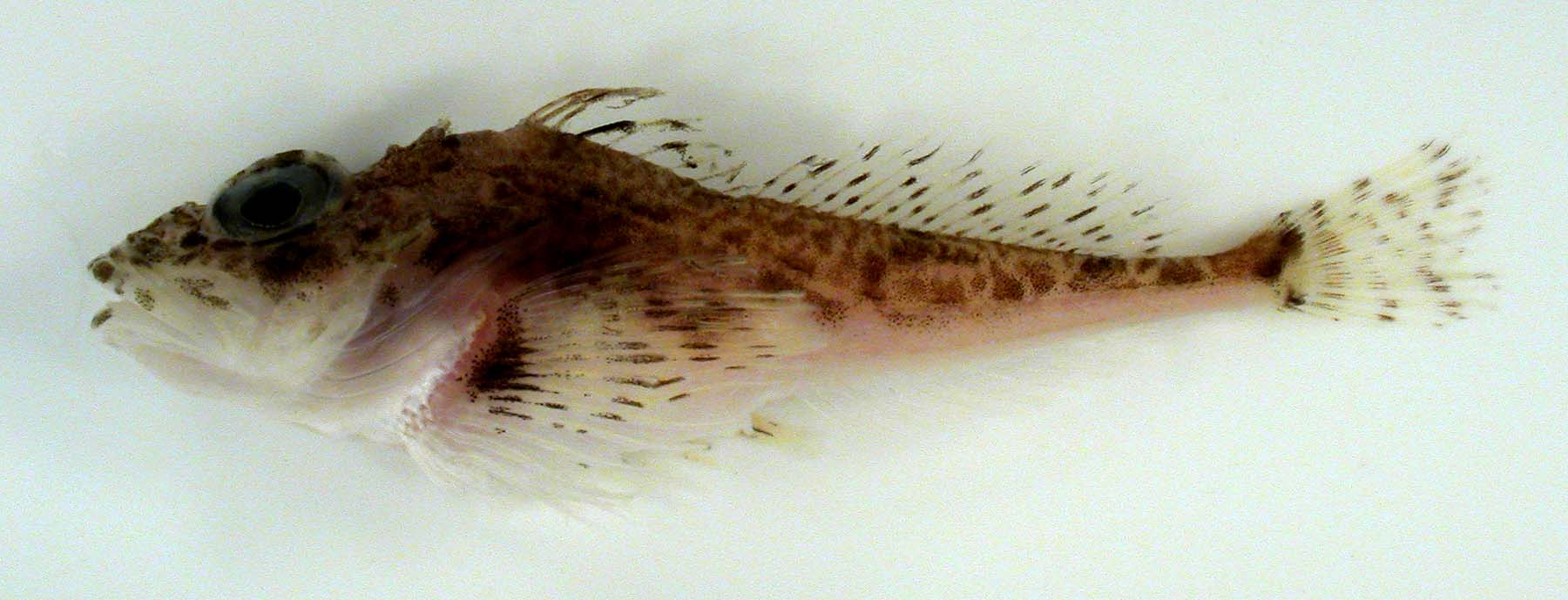
Icelus spatula.
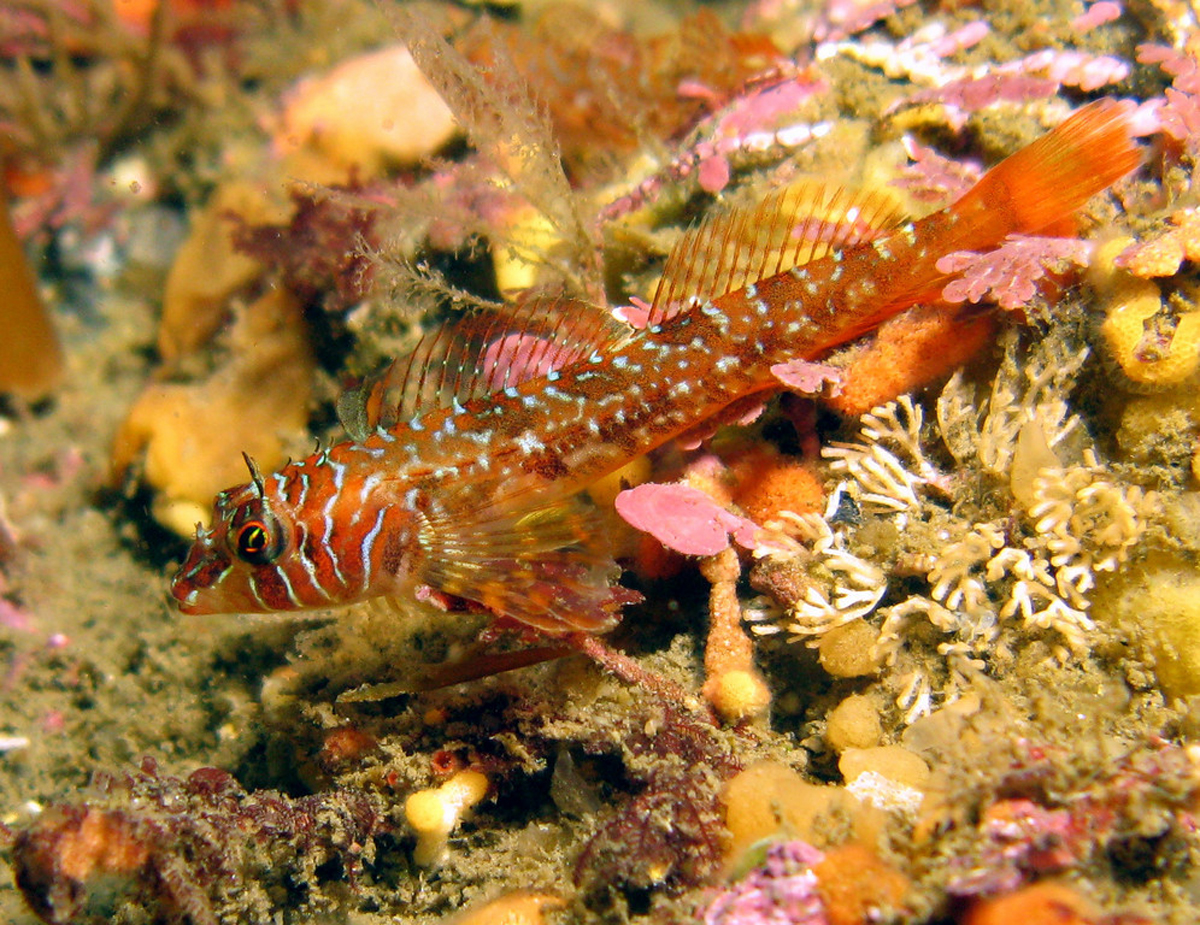
Jordania zonope.
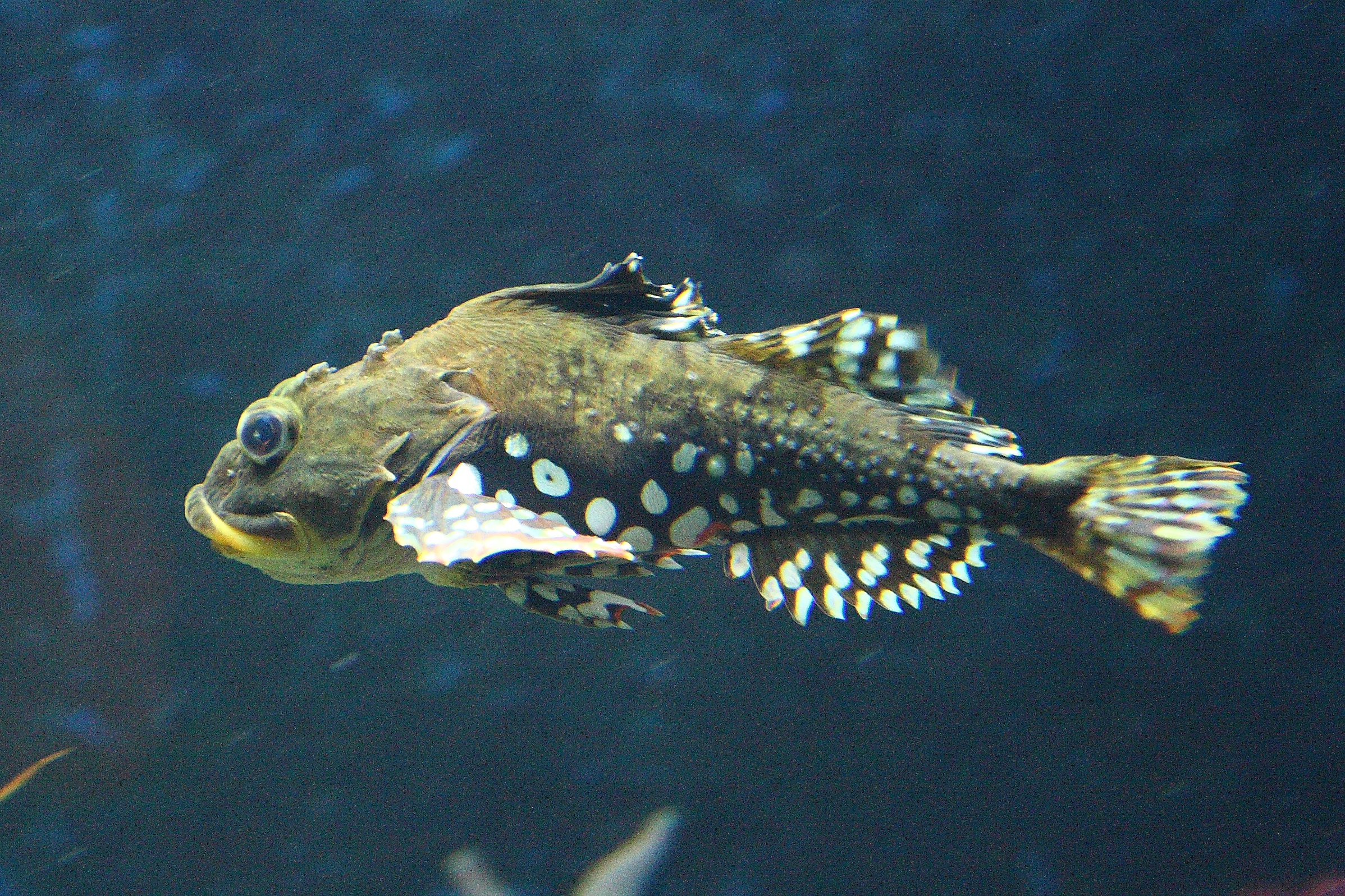
Myoxocephalus scorpius.
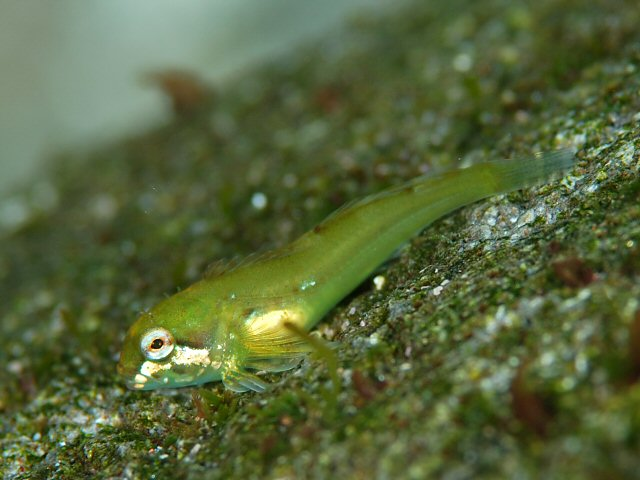
Ocynectes maschalis.
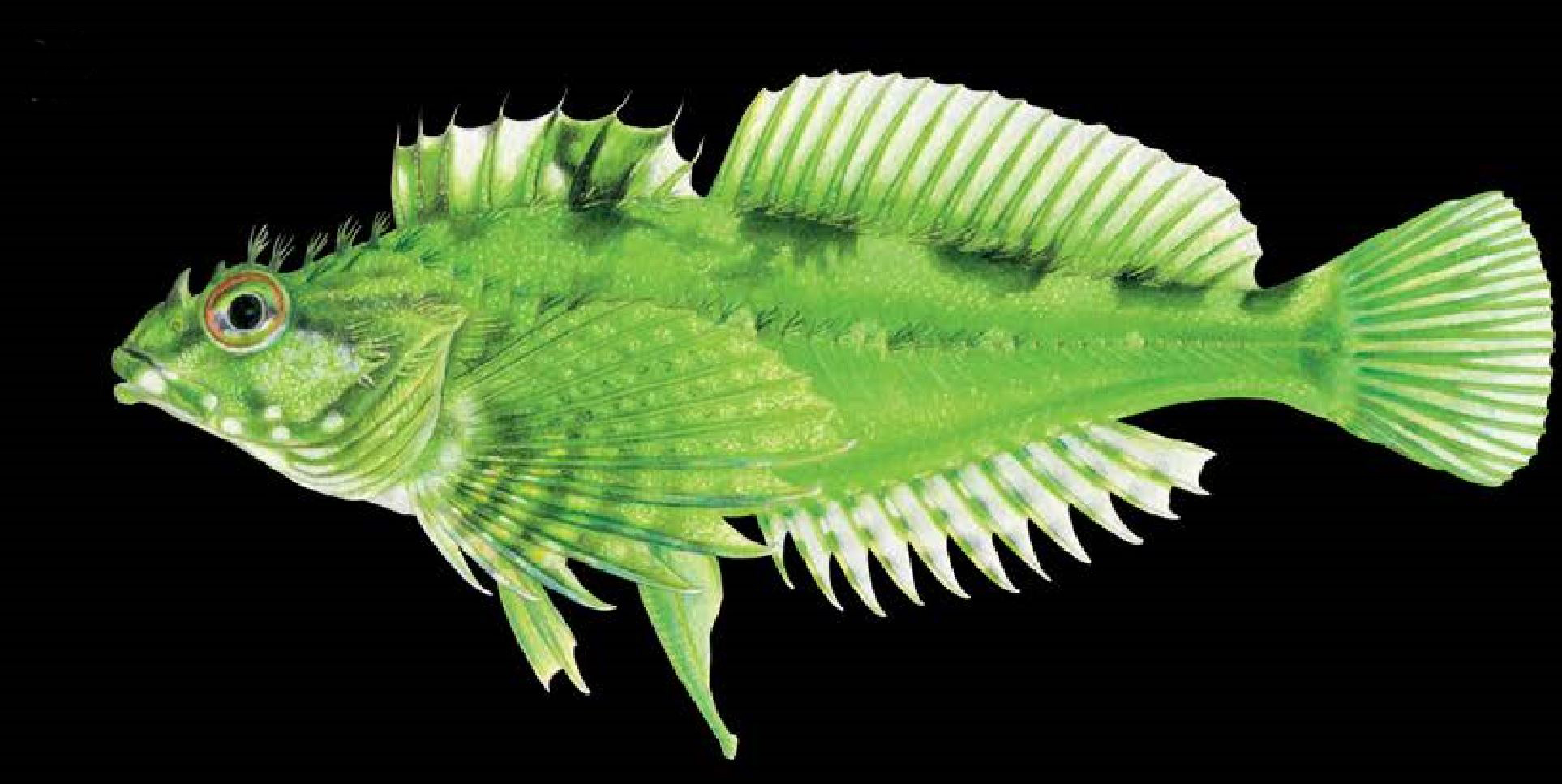
Oligocottus snyderi.
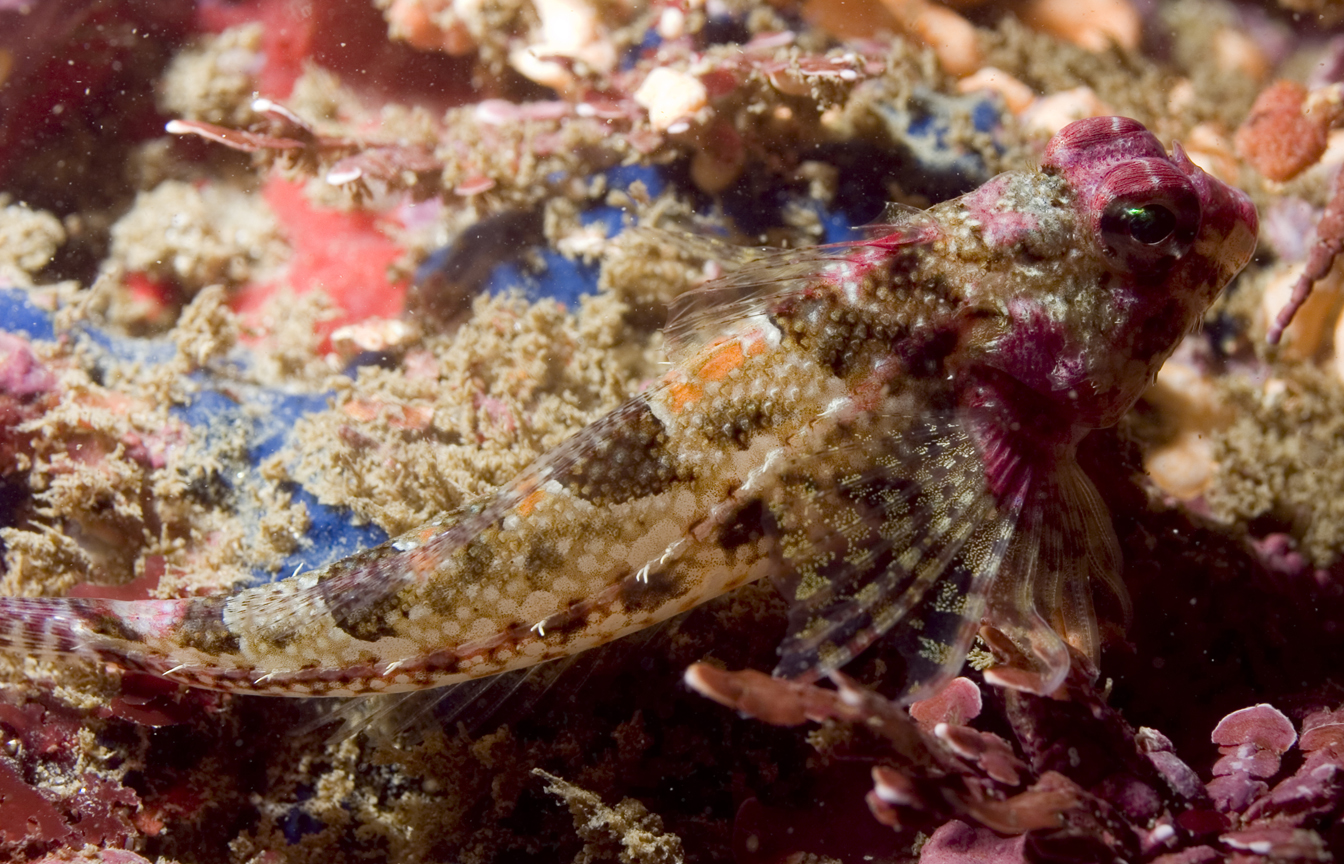
Orthonopias triacis.
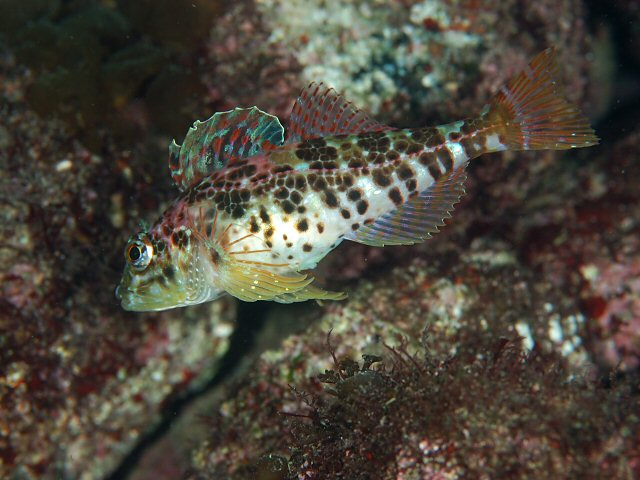
Pseudoblennius zonostigma.
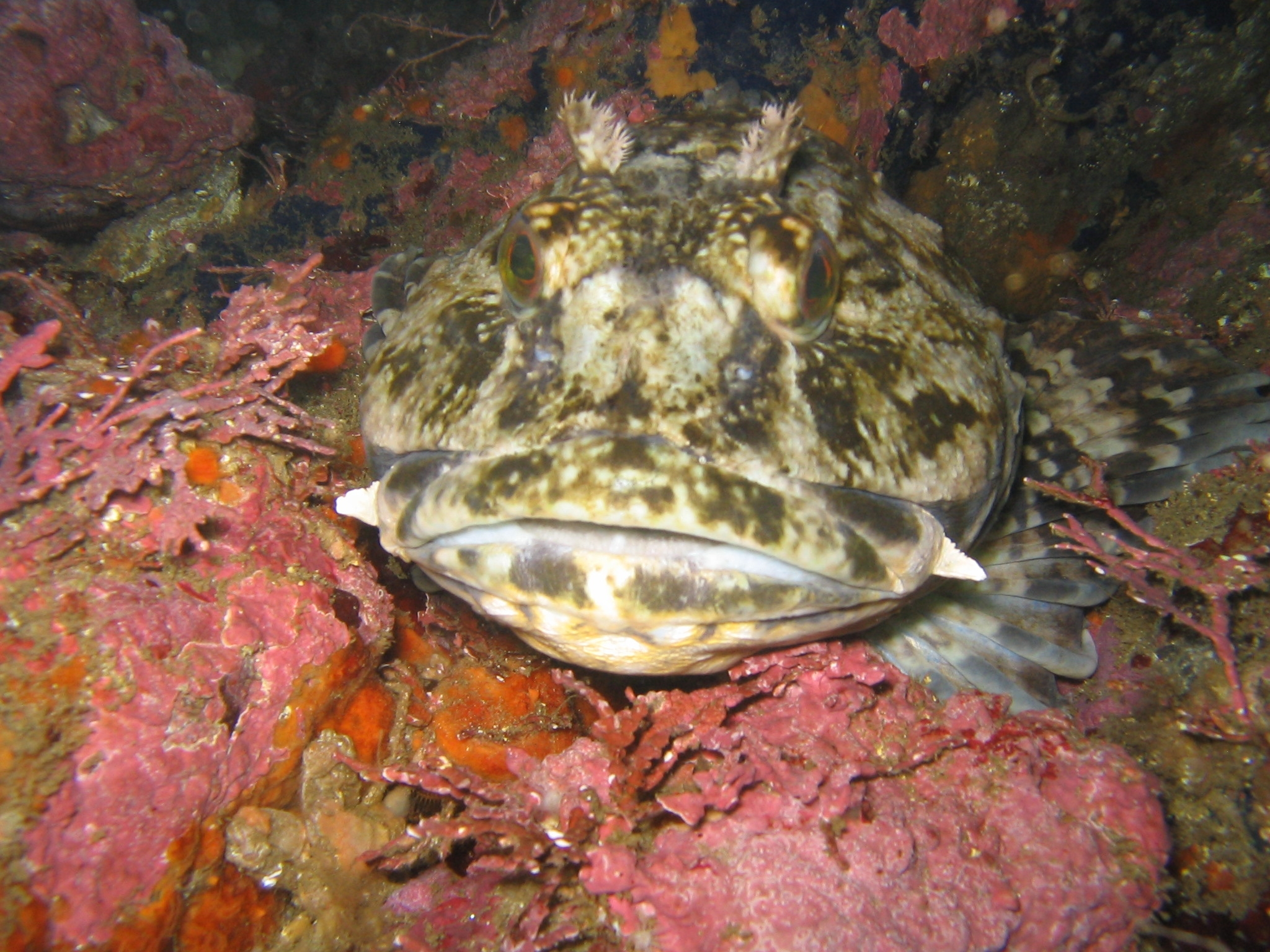
Scorpaenichthys marmoratus.
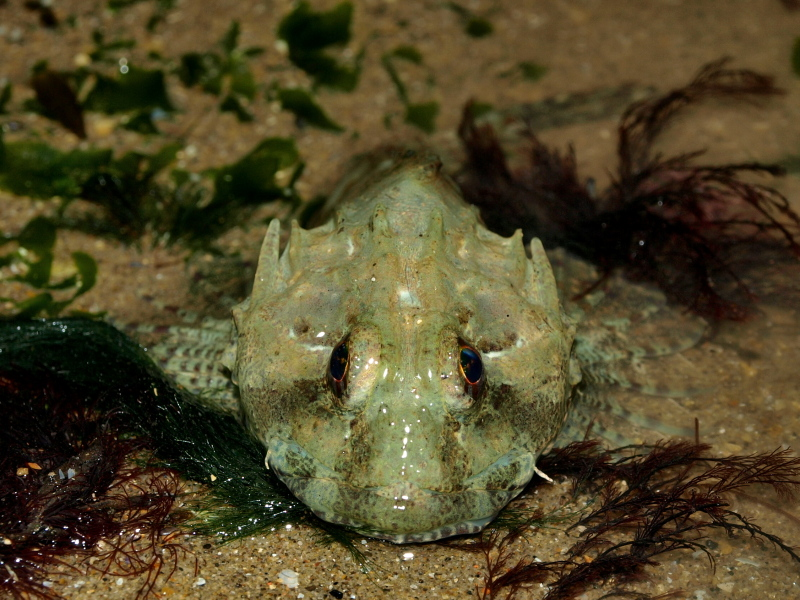
Taurulus bubalis.
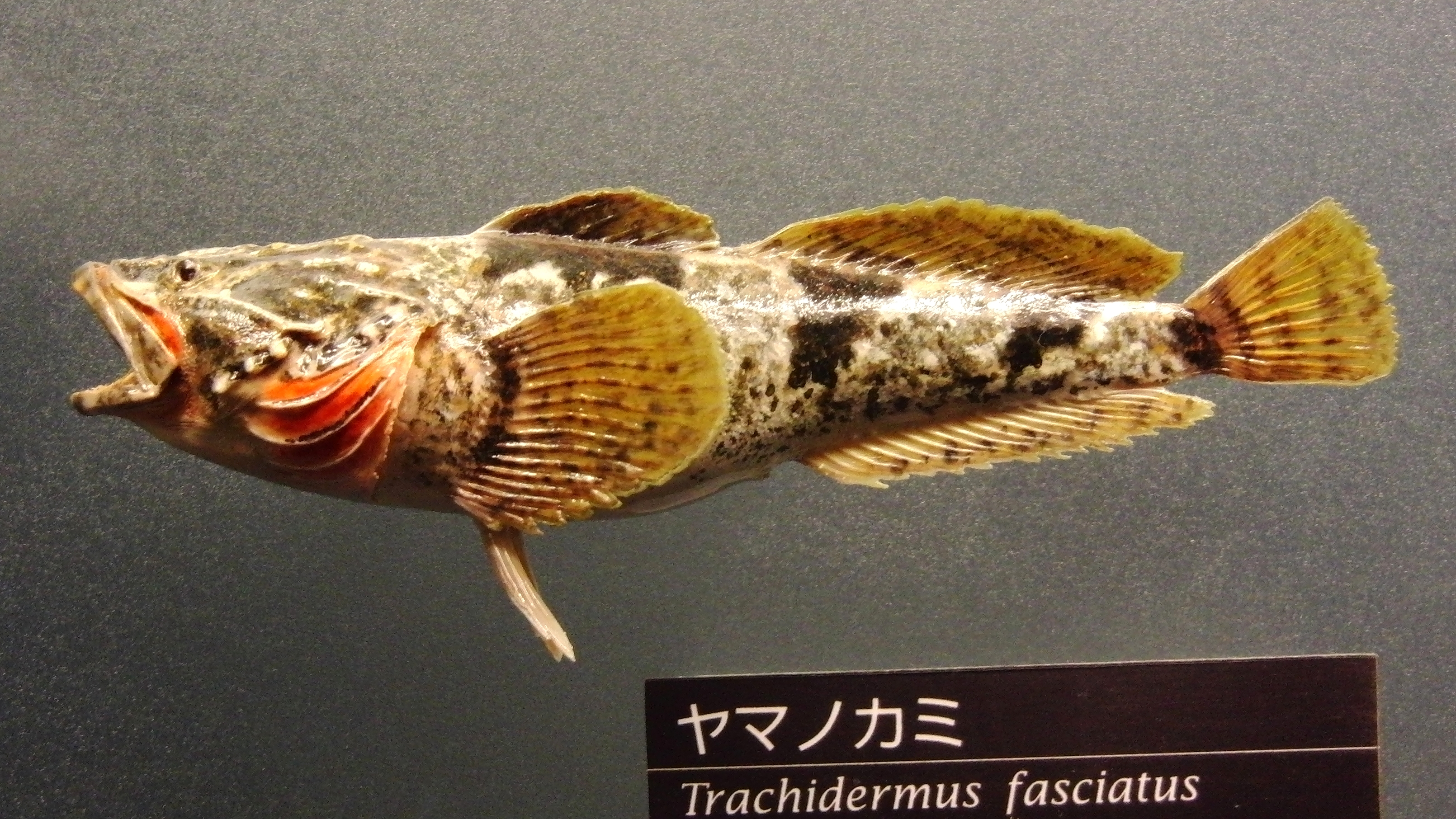
Trachidermus fasciatus.
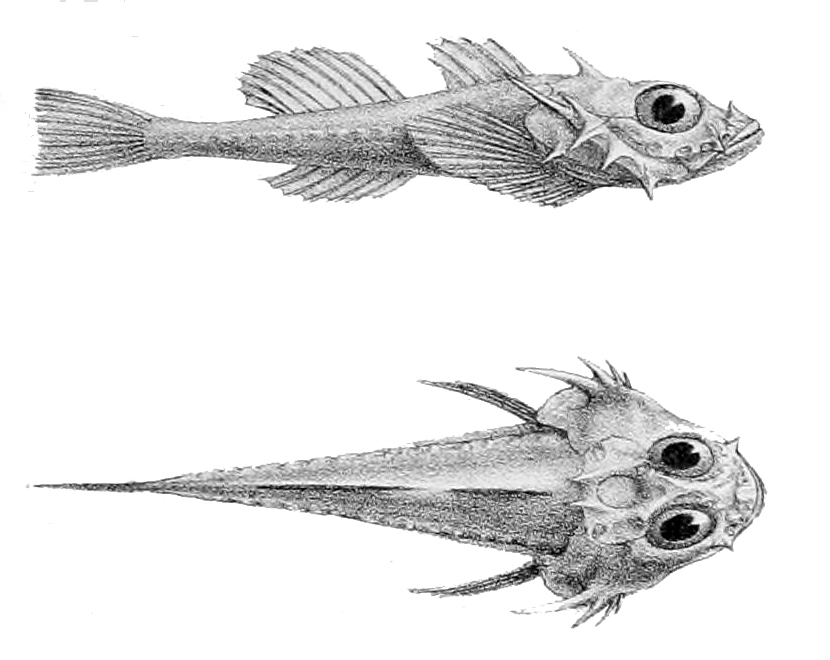
Zesticelus bathybius.